# Argyrothyris allocota
Argyrothyris allocota är en fjärilsart som beskrevs av Felix Bryk 1913. Argyrothyris allocota ingår i släktet Argyrothyris och familjen tandspinnare. Inga underarter finns listade i Catalogue of Life.